# 7th Time Loop
7th Time Loop (яп. ループ7回目の悪役令嬢は、元敵国で自由気ままな花嫁生活を満喫する, Loop 7-kaime no Akuyaku Reijō wa, Moto Tekikoku de Jiyū Kimamana Hanayome Seikatsu o Mankitsu Suru, укр. Сьома петля часу: Лиходійка насолоджується безтурботним життям у шлюбі зі своїм найлютішим ворогом!) — серія ранобе, написана Токо Амекавою. Серія вперше з'явилася на вебсайті Shōsetsuka ni Narō у лютому 2020 року, а в друкованому вигляді з ілюстраціями Ван Хачіпісу була видана видавництвом Overlap у жовтні 2020 року. Станом на грудень 2023 року було випущено шість томів. Манґа-адаптація з ілюстраціями Хінокі Кіно почала публікуватися на вебсайті Comic Gardo у грудні 2020 року. Станом на лютий 2024 року окремі розділи серії були зібрані в шість томів. Аніме-адаптація створена студіями Studio Kai та Hornets, транслювалася з січня по березень 2024 року.

## Сюжет
Молода дворянка Ріше Вайцнер у сьомий раз переживає скасування заручин із кронпринцем. Вона застрягла в часовій петлі де завжди гине у 20 років через п'ять років після розірвання заручин. Цього разу вона привертає увагу принца Арнольда із сусіднього королівства Галькхайн який закохується в неї з першого погляду. У всіх її попередніх петлях саме він був причиною світової війни епідемій виснаження ресурсів і навіть її вбивцею.
Попри обережність і неприязнь до Арнольда Ріше погоджується на його пропозицію шлюбу за умови що не виконуватиме королівських обов'язків Арнольд триматиметься на відстані а вона зможе байдикувати. Це також допомагає Арнольду виконати наказ батька «формально» взяти іноземну наречену-заручницю. Проте Ріше починає використовувати всі навички з минулих життів щоб допомагати людям королівства Галькхайн і бачить що Арнольд вже не такий холодний як у шостій петлі. Це змушує її замислитись що зробило його серце холодним.

## Персонажі

### Головні герої
Ріше Ірмгард Вайцнер (яп. リーシェ・イルムガルド・ヴェルツナー, Rīshe Irumugarudo Verutsunā)
Сейю: Ікумі Хасегава
Ріше була політичною пішачкою своїх батьків які відреклися від неї після скасування заручин. Однак завдяки різним роботам у численних повтореннях вона знайшла впевненість у собі працюючи в торгівлі, травницею, науковицею служницею, мисливицею та лицаркою. Розчарована тим що всі її зусилля на добре життя зводилися нанівець діями королівства Галькхайн, Ріше вирішує скористатися пропозицією Арнольда щоб вести ледаче життя але поступово починає зближуватися з ним.
Арнольд Гайн (яп. アルノルト・ハイン, Arunoruto Hain)
Сейю: Нобунага Сімадзакі
Кронпринц королівства Галькхайн. У шостій петлі Ріше була вбита ним видаючи себе за чоловіка-лицаря. У сьомій петлі він демонструє доброзичливу але стриману особистість у своїх ранніх появленнях. Він закохується в Ріше і постійно захоплюється її красою лицарською майстерністю та іншими навичками вважаючи її надзвичайно цікавою.

### Другорядні персонажі
Каїн Таллі (яп. ケイン・タリー, Kein Tarī)
Сейю: Сінносуке Татібана
Президент торгової компанії Арія який підібрав Ріше під час її першої петлі. Хоча він хитрун і часто перекладає рахунки на інших, він дуже піклується про свою молодшу сестру Арію.
Мішель Еван (яп. ミシェル・エヴァン, Misheru Evan)
Сейю: Оно Дайсуке
Має зовнішність чоловіка віком від середини до кінця 20-х років, однак сам не пам'ятає свій вік і залишається загадкою. Є вченим, який служить королівству Койол, але фактично є алхіміком. Має золотисте волосся до плечей і фіалкові очі. Йому властива відсутність звичайних соціальних норм, наприклад він без вагань намагається проводити «експерименти» навіть над людьми високого статусу. Обожнює ароматні сигарети і завжди виділяє солодкий запах. Його мати померла при його народженні, через що батько ставився до нього холодно. Через це Мішель вважає, що «живе щоб приносити людям нещастя». Він також дотримується думки, що «все має виконувати свою роль», через що не терпить, коли його винаходи залишаються незадіяними і без вагань використовує навіть ті, що можуть завдати шкоди. У третьому житті Ріше брала у нього уроки і називала його «вчителем», але пізніше вони розійшлися через розбіжності у поглядах на використання отруйних речовин. У сьомій петлі Мішель намагався продемонструвати Арнольду свій винахід – порох – як зброю, розмістивши бомби по місту. Проте Ріше замінила їх на феєрверки, що зірвало його план. Вона переконала його, що порох можна використовувати не лише для шкоди і Мішель змінив свої погляди.
Кайл Морган Креварі (яп. カイル・モーガン・クレヴァリー, Kairu Mōgan Kurevarī)
Сейю: Нобунага Сімадзакі
18 років. Перший принц королівства Койол. Має коротке сріблясте волосся і світло-блакитні очі. Серйозний і відповідальний за характером. Страждає від хронічної хвороби, яка у петлях, де Ріше його не лікувала, за п'ять років прогресувала до стану, коли він не міг підвестися з ліжка. У минулих петлях він кілька разів перетинався з Ріше: у першому житті як клієнт голови компанії Таллі, у другому як пацієнт, а в третьому як господар Мішеля, який тоді служив при дворі.

## Медіа

### Ранобе
Ранобе, написане Токо Амекавою, розпочало публікацію на вебсайті Shōsetsuka ni Narō 7 лютого 2020 року. Пізніше серію придбало видавництво Overlap, яке почало випускати її в друкованому форматі з ілюстраціями Ван Хачіпісу 25 жовтня 2020 року. Станом на грудень 2023 року випущено шість томів. У жовтні 2021 року Seven Seas Entertainment оголосила, що ліцензувала серію для англомовного видання.
| № | Дата виходу       | ISBN                   |
| - | ----------------- | ---------------------- |
| 1 | 25 жовтня 2020    | ISBN 978-4-8655-4767-2 |
| 2 | 25 лютого 2021    | ISBN 978-4-8655-4852-5 |
| 3 | 25 червня 2021    | ISBN 978-4-8655-4944-7 |
| 4 | 25 листопада 2021 | ISBN 978-4-8240-0029-3 |
| 5 | 25 серпня 2023    | ISBN 978-4-8240-0218-1 |
| 6 | 25 грудня 2023    | ISBN 978-4-8240-0690-5 |

### Манга
Манґа-адаптація з ілюстраціями Хінокі Кіно розпочала публікацію на вебсайті Comic Gardo 5 грудня 2020 року. Станом на жовтень 2024 року окремі розділи серії були зібрані в сім томів танкобонів. У грудні 2021 року Seven Seas Entertainment оголосила, що ліцензувала манґу для англомовного видання.
| № | Дата виходу       | ISBN                   |
| - | ----------------- | ---------------------- |
| 1 | 25 червня 2021    | ISBN 978-4-8655-4952-2 |
| 2 | 25 листопада 2021 | ISBN 978-4-8240-0036-1 |
| 3 | 25 червня 2022    | ISBN 978-4-8240-0224-2 |
| 4 | 25 лютого 2023    | ISBN 978-4-8240-0431-4 |
| 5 | 25 серпня 2023    | ISBN 978-4-8240-0599-1 |
| 6 | 25 лютого 2024    | ISBN 978-4-8240-0751-3 |
| 7 | 25 жовтня 2024    | ISBN 978-4-8240-0984-5 |

### Аніме
Аніме-адаптацію було оголошено 18 серпня 2023 року. Її виробництвом займалися Studio Kai та Hornets, а режисером був Казуя Івата. Сценарії писав Токо Мачіда, дизайн персонажів розробив Кенічі Онуки, а музику складали Сатоші Хоно та Рюносуке Касай. Серіал транслювався з 7 січня по 24 березня 2024 року на AT-X та інших мережах. Початковою темою є «Another Birthday» у виконанні Шунічі Токі, а завершальною темою є «Kienai» (яп. 消えない) у виконанні The Binary. Crunchyroll ліцензував серіал. Muse Communication ліцензувала серіал у Південній та Південно-Східній Азії.
| № серії | Назва серії | Режисер(и)                        | Сценарист(и)   | Режисер(и) анімації            | Оригінальна дата показу |
| --- | --- | --------------------------------- | -------------- | ------------------------------ | ----------------------- |
| 1 | «Наречений, який мене вбив» Транслітерація: «Watashi o Koroshita Konyakusha» (яп. 私を殺した婚約者)                 | Тосікацу Токоро                   | То̄ко Мачіда    | Казуя Івата                    | 7 січня 2024            |
| Королівська лицарка Рішель гине під час вторгнення імператора Арнольда з імперії Галкийн, але знову прокидається через 5 років у минулому, вночі, коли її наречений, принц Дітріх, вигнав її через вигадані злочини. Однак Рішель не турбується, оскільки вона застрягла в часовій петлі, і це буде вже шостий раз, коли вона помре у віці 20 років і знову прокинеться у 15 років, в ніч вигнання. Під час кожної петлі вона вела абсолютно різні життя, включаючи торговця, травницю, вчену, служницю і, зрештою, королівську лицарку, але кожного разу вона неминуче гинула на війні у 20 років і знову прокидалася у 15. У своєму сьомому житті вона вирішує жити спокійно і просто, але відразу зустрічає Арнольда, який вбив її в її шостому житті лише кілька хвилин тому. Оскільки їй 5 років менше, Арнольд ще не імператор, і він миттєво привернутий її впевненістю, хоча вона байдужа до нього, адже саме війна, яку почав Арнольд, вбила її 6 разів. Затримка спричиняє друге зіткнення з Дітріхом, під час якого вона принижує його на публіці і навіть співчуває його наступній нареченій, леді Марії. Відчуваючи напад, вона захищається від раптового удару від Арнольда, який, спостерігаючи за її рухами, здогадується, що вона майстер меча. Арнольд ще більше вражений і раптово просить її вийти за нього заміж. | |                                   |                |                                |                         |
| 2 | «Золота Імператорська Столиця» Транслітерація: «Kiniro ni Somaru Sumeragi to» (яп. 金色に染まる皇都)                | Йосікава Сіґацу                   | То̄ко Мачіда    | Казуя Івата і Мінору Охара     | 14 січня 2024           |
| Батько Дітріха, король, прибуває, обурений поведінкою сина, і вибачається перед Рішель, благаючи її прийняти пропозицію Арнольда, щоб зберегти дружбу між їхніми націями. Рішель погоджується, сподіваючись дізнатися, чому Арнольд оголосить війну в майбутньому після того, як вб’є свого батька. Вона також інформує Арнольда, що він ніколи не має права торкатися її, і вона не виконуватиме королівських обов'язків. Подорожуючи до його імперії, їх атакують розбійники, і Рішель здивована, що Арнольд проявляє милосердя, перемігши їх без убивства. Рішель здобуває вірність його воїнів, змішавши антидот для їх отруєних мечем ран. Арнольд дякує їй, оскільки кожен з його лицарів є цінним другом. Рішель збентежена, що могло б перетворити такого турботливого чоловіка на тирана. Арнольд розкриває, що з політичних причин вона фактично є його заручницею, хоча Рішель задоволена, оскільки це дає їй виправдання для того, щоб безтурботно проводити час. Прибувши до Галкина, Рішель заселяється в бездоглядну королівську віллу, яку вона прибирає сама, дивуючи своїх охоронців. Вона також зустрічає і допомагає Ельзі, новій служниці, яку цькують старші служниці. Арнольд ще більше захоплюється її вміннями, яких зазвичай не має благородна дама, і обіцяє підтримати її в будь-яких її бажаннях. Рішель відмовляється піддатися його чарівності і налаштована розкрити зло в його серці. | |                                   |                |                                |                         |
| 3 | «Тонкий серпанок мечового танцю (Рондо)» Транслітерація: «Usuginugoshi no Kenbu (Rondo)» (яп. 薄衣越しの剣舞ロンド) | Мунехіса Сакай                    | Токо Мачіда    | Мунехіса Сакай                 | 21 січня 2024           |
| Арнольд вирішує оголосити Рішель своєю нареченою на королівському балі. Це не подобається заздрісним дочкам дворян, які намагаються пожартувати над нею, хоча вона легко їх обманює. Під час танцю з Арнольдом Рішель аналізує його рухи, щоб розібратися, як він так легко вбив її, і виявляє, що його ліве плече покрите старими шрамами, які обмежують його рухи, хоча він просить її тримати це в таємниці. Допомагаючи служницям, Рішель помічає, що більшість цькування йде від старшої служниці Діани, і швидко знаходить причину. Під час відбору служниць Діана вражена, дізнавшись, що Рішель є нареченою Арнольда, а Ельза та інші молодші служниці були обрані, тоді як вона не потрапила. Рішель вказує, що як дочка торговця Діана є єдиною служницею, яка вміє читати і писати, що допомогло їй навчатися швидше, через що вона розчарована повільними учнями, такими як Ельза. Усвідомивши свою помилку, Діана щиро вибачається і здивована, коли Рішель оголошує, що її королівська вілла стане місцем для навчання всіх молодших служниць, а Діана буде відповідати за їх навчання читанню та письму. Арнольд сміється з хитрості Рішель. Рішель організовує зустріч з Каїном Таллі з Торгової компанії Арія, торговцем, який навчав її в її першому житті, і з яким вона має намір знову стати союзником. | |                                   |                |                                |                         |
| 4 | «Перетворюючи негідника на секретну спецію» Транслітерація: «Supaisu wa Kakushimi ni» (яп. 曲者スパイスは隠し味に)  | Юкіо Такахасі                     | Фута Такеі     | Юкіо Такахасі                  | 28 січня 2024           |
| Каїн відмовляється вести бізнес з Рішель, зауважуючи, що майбутня королева ніколи не скористалася б такою малою торговою компанією для свого весілля без політичної мети, і він не зацікавлений у королівській політиці. Рішель, потребуючи його, щоб уникнути майбутньої війни Арнольда, згадує пристрасть Каїна до ризикованих ставок і таємно виходить з палацу, щоб запропонувати йому угоду: якщо за 7 днів вона зможе створити прибутковий бізнес, він стане її торговим партнером без жодних питань. Арнольд обурений, не тим, що вона втекла, оскільки вона має право робити, що хоче, але тим, що вона зробила це без охорони. Тоді він наполягає, щоб наступного разу, коли вона втече, вона взяла його з собою для захисту та розваги. Після спільної нічної закуски Рішель розповідає йому про свою ставку з Каїном, але приховує деталі. Арнольд розсміявся, а потім різко попереджає Рішель, що якщо вона зустріне його молодшого брата Теодора, вона повинна його ігнорувати. Наступного дня Рішель зустрічає Теодора, який конспіративно попереджає її, що він звільнить її від того, щоб бути заручницею Арнольда. Рішель підслуховує, як Арнольд створює політику, за якою армія захищає цивільних, а не лише дворян, знову заплутуючи її тим, який він відмінний від свого майбутнього "я". Підробленим листом від Арнольда Теодор вдається заманити Рішель до церкви на самоті опівночі. | |                                   |                |                                |                         |
| 5 | «Ще один вид торгівлі» Транслітерація: «Mō Hitotsu no Akinai» (яп. もうひとつの商い)                                | Сюдзі Сайто                       | Фута Такеі     | Куніхіса Суґісіма              | 4 лютого 2024           |
| Теодор намагається переконати Рішель, що Арнольд є військовим злочинцем, який навіть вбив їхню матір, але шокований, коли Рішель вже знала це і навіть привела Арнольда на зустріч. Теодор швидко йде. Попри його гнів, Рішель запитує, чому так багато людей вважають його злом, якщо він робить так багато доброго. Арнольд натякає на звірства, які йому довелося вчинити під час війни, і здивований її готовністю зустрітися з ним лицем до лиця, а потім шокує її їхнім першим поцілунком. Рішель залучає своїх служниць до створення лаку для нігтів, щоб показати Каїну, і дізнається від Ельзи, що бідність є великою проблемою. Тому Рішель пропонує Каїну ексклюзивні права на виробництво лаку, якщо він найматиме лише працівників з нетрів. Каїн сумнівається, поки Рішель не цитує урок, який вона колись навчилася від нього. Коли він все одно відмовляється, Рішель розкриває, що вона знає про його хвору сестру Арію. Каїн розлючений, поки Рішель не розповідає, що вона вирощувала власний трав'яний сад саме з цією метою і створила ліки, щоб безкоштовно вилікувати її, навіть якщо він все ще відмовиться від партнерства. Відкинувши свою гордість, Каїн погоджується на пропозицію Рішель без подальших сумнівів. Рішель непритомніє від кількох безсонних ночей, але пізніше її викрадають з її кімнати Ельза та її охоронець Каміль, які відвозять її до Теодора. | |                                   |                |                                |                         |
| 6 | «Єдиний у світі» Транслітерація: «Sekai ni Tatta Hitori no» (яп. 世界にたったひとりの)                              | Шіґацу Йосікава і Такахіро Танака | Фута Такеі     | Юї Умемото                     | 11 лютого 2024          |
| У спогадах показано, що Рішель погодилася на викрадення, оскільки Ельза і Каміль народилися в нетрях, де Теодор багато років займається благодійною діяльністю. Теодор вимагає, щоб Арнольд відмовився від титулу спадкоємця, але Арнольд розкриває, що Теодор недооцінив Рішель, яка раптово входить до кімнати, перемігши своїх охоронців і втекши. Вона розуміє, що справжньою метою Теодора було принизити себе і бути вигнаним, а не залишатися, знаючи, що Арнольд не має до нього інтересу. Після того, як Теодор тікає, Рішель звинувачує Арнольда в тому, що він тільки прикидається байдужим, щоб Теодор менше засмутився, якщо Арнольд помре в іншій війні. Вона потім соромить його, припустивши, що Теодор може померти першим, і якщо так, Арнольд точно пошкодує, що погано ставився до нього. Рішель знаходить Теодора на даху і натякає, що має план, як врятувати Арнольда. Теодор надто роздратований і кидається з даху, сподіваючись, що його смерть змусить Арнольда залишитися живим як єдиного спадкоємця. Арнольд з'являється і ловить його, признавшись, що він дійсно турбується про Теодора. З полегшенням Рішель, нарешті, може поспати вперше за тиждень, звалившись в обійми Арнольда. Прокинувшись пізніше, Арнольд дякує їй за допомогу Теодору і потім підколює її, згадуючи їх поцілунок. Теодор продовжує благодійну діяльність, пропонуючи Рішель доступ до своїх агентів з нетрів для підтримки її плану порятунку Арнольда.                                                                                            | |                                   |                |                                |                         |
| 7 | «Колискова, як биття серця» Транслітерація: «Kodō Kizamu Komoriuta» (яп. 鼓動刻む子守唄)                            | Казуя Івата і Рікі Фукусіма       | Тосідзо Немото | Куніхіса Суґісіма              | 18 лютого 2024          |
| Рішель просить Теодора про незвичне прохання. Потім вона просить Арнольда почати жити з нею у її віллі, в окремих кімнатах. Арнольд розуміє, що вона щось замислила, але погоджується, оскільки впевнений, що це буде цікаво. Рішель просить Арнольда навчити її стилю меча, яким володіє лише він і Імператорська гвардія. Під час дуелі Рішель порівнює Арнольда з його майбутнім "я" і починає розуміти його стиль, але все ж програє. Арнольд помічає, що вона рухається так, ніби боролася з противником, сильнішим за нього, і цікавиться, хто це був. За свою перемогу Арнольд запрошує її відвідати місто через два дні. Потім він ставить її в незручне становище, коли носить назад до вілли, оскільки її ноги надто втомлені, щоб йти пішки. Після того, як він переїжджає до вілли, Рішель помічає, що Арнольд пропускає сон, щоб продовжувати працювати, і вперто допомагає йому подрімати, під час чого помічає його шрами знову. Арнольд помічає, що спати разом легше, ніж наодинці. Рішель випадково засинає теж і стидається, коли їх майже застає секретар Арнольда Олівер. Рішель отримує парик хлопця від Каїна і використовує його, щоб пройти на десятиденний курс навчання, щоб стати лицарем. | |                                   |                |                                |                         |
| 8 | «Колір моря за обрієм» Транслітерація: «Umishoku no Kanata» (яп. 海色の彼方)                                        | Юкіо Такахасі                     | Тосідзо Немото | Юкіо Такахасі                  | 25 лютого 2024          |
| З допомогою незвичного прохання Теодора Рішель прийнята на навчання як чоловік на ім'я Лукцій, під наглядом графа Лоувіна, якого Рішель пам'ятає як надзвичайно відданого, але його страчують як військового злочинця Арнольдом через три роки. Для їхнього візиту до міста Рішель, всупереч своїй волі, одягає дуже красиве вбрання від Ельзи, як на побачення. Арнольд веде Рішель знайомитись з Міхаелою, власницею дуже ексклюзивного ювелірного магазину, яка перевіряє Рішель на здатність визначати підроблені дорогоцінні камені. Завдяки своїй торговій підготовці Рішель легко проходить тест. Вражена, Міхаела погоджується, щоб Арнольд придбав для Рішель виріб, а саме, перстень для їхнього весілля. Рішель дивується, оскільки в церемонії весілля в Ґалкхейні персні не використовуються, але вона погоджується прийняти його після того, як Арнольд зауважує, що така дорога покупка помітно вплине на економіку. Рішель соромиться, коли просить коштовність того ж льодяного синього кольору, що й очі Арнольда. З кількох підказок Рішель робить висновок, що Арнольд запланував їхню подорож так, щоб вона збіглася з приїздом принца Кайла з королівства Койоллес, маленької, але багатої нації, яку Арнольд знищить у майбутньому. Рішель пам'ятає його з життя як травниця, оскільки Кайл був хворобливий. Арнольд не любить Кайла і впевнений, що він замишляє щось недобре, тому хоче, щоб Лоувін слідкував за ним. Рішель хвилюється, що якщо Лоувін проведе забагато часу поруч з ними, він може зрозуміти, що вона — це Лукцій. | |                                   |                |                                |                         |
| 9 | «Гість із півночі» Транслітерація: «Kita Kara no Raihōsha» (яп. 北からの来訪者)                                     | Шіґацу Йосікава                   | Тосідзо Немото | Куніхіса Суґісіма              | 3 березня 2024          |
| Рішель важко дається завдання отримати для Кайла потрібні ліки, не даючи Лоувіну побачити її. Випадково вона зустрічає професора Мішеля, свого викладача з травництва з її третього життя. Завдяки підтримці Мішеля Кайла вдається переконати прийняти нові ліки від Рішель. Мішель відчуває, що Рішель не любить ці ліки, не знаючи, що в її третьому житті вони створювали їх разом, але не погоджувалися щодо використання людських випробувачів. Через пізній час Арнольд приходить, щоб забрати Рішель, і дарує їй свої годинники, щоб вона перестала запізнюватися. Рішель ділиться з Арнольдом, що насправді Мішель вважає себе алхіміком. На святі Рішель задоволена тим, що її ліки вже покращують здоров’я Кайла. Використовуючи навички полювання з її п’ятого життя, Рішель може безпечно спілкуватися з гостями, не привертаючи уваги Лоувіна. Кайл просить Арнольда надати солдатів для захисту Койоллес в обмін на золото та коштовності, але Арнольд проникає в суть його обману і розуміє, що Койоллес перебуває в скрутному становищі через виснаження золотих копалень. Замість того, щоб воювати з ворогами Койоллесу, Арнольд зазначає, що Ґалкхейн більше виграє, якщо завоює Койоллес першим. Рішель розуміє, що це критичний момент, який визначить майбутнє, і щоб уникнути війни, їй потрібно переконати Арнольда в тому, що Кайл — йому рівний, який заслуговує на допомогу, але вона не знає, як цього досягти. | |                                   |                |                                |                         |
| 10 | «Солодко запашна сигарета запалена» Транслітерація: «Kaori Tabako ni Hi ga Tomoru» (яп. 香り煙草に火がともる)       | Шунпей Умемото                    | Токьо Маціда   | Хіроакі Йошікава               | 10 березня 2024         |
| Мішель сподівається поговорити з Арнольдом про алхімію. Рішель відстає під час тренувань, оскільки вона боїться наближення війни. Лоувін ділиться з нею своїми переживаннями, адже його син загинув під час попередньої війни. Арнольд вирішує спостерігати за тренуванням і впізнає її, але нічого не говорить Лоувіну. Замість цього він зустрічається з нею наодинці і, знайшовши ситуацію цікавою, дозволяє їй продовжити тренування за умовою, що її не викриють. Рішель розмовляє з Кайлом і дізнається, що він поважає Арнольда, оскільки зрозумів, що Арнольд скоював жорстокі вчинки, знаючи, що це принесе користь світу, такі як вбивство королівської родини ворога, щоб швидко завершити війну і запобігти подальшому стражданню звичайних людей. Рішель вирішує сформувати власний альянс з Кайлом. Мішель розказує Рішель, що він планує продати Арнольду свій винахід — чорний порох для використання у війні, не знаючи, що їхні розбіжності з приводу чорного пороху призвели до розриву їхньої дружби в її третьому житті. Відчайдушно Рішель звертається до Теодора з проханням позичити деяких його шпигунів для невеликого, але корисного акта повстання, що дуже розважає Теодора. Мішель згадує, що ще в дитинстві він відзначався створенням нових методів смерті та руйнування, і прийшов до переконання, що єдине призначення його життя — допомогти знищити світ. | |                                   |                |                                |                         |
| 11 | «Визначення сніжної квітки» Транслітерація: «Yukibana no Ketsui» (яп. 雪花の決意)                                   | Шуїдзі Сайто                      | Токьо Маціда   | Кадзуя Івата і Масайоші Нісіда | 17 березня 2024         |
| Спостерігаючи за вогниками, Рішель дивується, що Арнольд є причиною всіх її страхів, але вона все одно притягується до нього. Щоб краще побачити вогники, вона імпульсивно стрибає з балкона на балкон Арнольда, який її ловить, що стає для неї соромно. Арнольд не любить вогники, які нагадують палаючі факели на полях битв, і зізнається, що ненавидить свого батька, імператора, а отже, і все королівство Ґалкхейн. Він попереджає Рішель, що якщо прийде час, коли вона стане йому на шляху, він вб’є її сам. Незважаючи на це, Рішель обіцяє змінити його погляд на світ. В рамках свого плану вона отримує кілька рідкісних металів від Кайла. Мішель вдається уникнути шпигунів Теодора, що за ним стежать. Рішель допомагає Кайлу обґрунтувати його пропозицію, що ювеліри його королівства можуть легко застосувати свої навички для виготовлення механізмів для годинників, як у надзвичайно рідкісному кишеньковому годиннику Арнольда, що призведе до цінних наукових проривів. Арнольд зазначає, що він міг би здобути ці досягнення і так, через військове захоплення Койоллесу, хоча Кайл усе ж сподівається, що Арнольд обере майбутнє миру замість нової війни. Теодор перериває зустріч і повідомляє Рішель, що Мішель зник на три години, тільки щоб дозволити себе знайти в саду замку. Рішель і Теодор дивуються реакції Арнольда і не розуміють, що він має намір робити далі. | |                                   |                |                                |                         |
| 12 | «Найпрекрасніша річ» Транслітерація: «Ichiban Utsukushī Mono» (яп. いちばん美しいもの)                              | Юкіо Такахаші                     | Токьо Маціда   | Куніхіса Сугісіма              | 24 березня 2024         |
| Мішель оголошує, що він заклав бомбу в місті, щоб показати Арнольду силу чорного пороху. Однак Рішель, знаючи деталі його плану з попереднього життя, разом з Теодором вже перетворили бомбу на феєрверки. Мішель розуміє, що Рішель намагалась показати йому, що хоча чорний порох і руйнівний, це не означає, що його не можна використати на благо. Арнольд укладає мирний договір з Койоллесом. Арнольд роздумує над тим, щоб таємно вбити Мішеля, але Рішель відкриває, що саме Мішель винайшов кишеньковий годинник, тому він занадто цінний, щоб його вбивати. Рішель сподівається, що Арнольд навчиться того самого уроку, що й Мішель, і зрозуміє, що його навички не тільки корисні для ведення війни. Кільце Рішель доставляють, і хоча Арнольд вагається надавати йому справжнє значення, він здивований, коли Рішель наполягає, що воно вже має для неї глибоке емоційне значення і просить його надіти його на її палець. Арнольд вражений тим, як щасливим він стає, бачачи її в кільці. Рішель запитує, чи можуть вони поїхати у подорож, щоб знайти ще більше чудових речей, які Арнольд міг би полюбити, але Арнольд відмовляється, натякаючи, що він вже має щось чудове, що йому дуже подобається. Рішель щаслива, що хоч трохи змінила серце Арнольда, і планує зробити ще багато маленьких змін, які зрештою врятують майбутнє. | |                                   |                |                                |                         |

## Сприйняття
Ребекка Сілверман з Anime News Network похвалила головну героїню, анімацію та сюжет, назвавши його унікальним.
Наокі Харада, редактор Comic Gardo, обрав 7th Time Loop своєю улюбленою манґою 2021 року.
Станом на лютий 2024 року тираж серії перевищив 1 мільйон копій.